# È sbarcato un marinaio (film 1940)
È sbarcato un marinaio è un film del 1940 diretto da Piero Ballerini.

## Trama
Per amore di Nelly, che lavora in una fiera, il marinaio Gianni rinuncia a tornare sui mari e accetta di lavorare come imbonitore di uno dei baracconi. Quando per un banale incidente è costretto a restare bloccato a letto viene informato, falsamente, che la donna lo tradisce con il vecchio impresario. Folle di gelosia vorrebbe vendicarsi e ucciderlo ma un suo amico riesce a distoglierlo dal suo proposito omicida, affronterà il rivale liquidandolo con una botta in testa. Il film si conclude con Gianni e Nelly che tornano insieme, aspettando anche un bambino.

## Produzione
Prodotto da Giulio Manenti per la Manenti Film, il soggetto del film fu tratto dal romanzo L'uomo sull'acqua di Enrico Bassano, girato negli Stabilimenti Cinematografici di Tirrenia e presentato in prima proiezione pubblica il 15 febbraio 1940.